# 蔡华
蔡华，男，福建人，知名国际大律师事务所合伙人，曾经是香港的網媒端传媒的早期投资人，最初被指有“红色背景”。持有中国政法大学法学学士学位和斯坦福大学法律博士学位，长期在香港工作，2014年12月，蔡华与朋友投资成立端传媒，希望为中文读者提供高质素原创报导。。
2017年4月，因未能找到新投資者及現有資金不足，端传媒大规模裁员，蔡华也随后离开。
蔡华2007年來香港，原為世達國際律師事務所合夥人，现為科律公司業務合夥人與亞洲資本市場業務負責人，主要負責中國公司到美國及香港上市，以及企業併購的法律顧問服務。